# Aloxiprine
L'aloxiprine ou hydroxyde d'acétylsalicylate d'aluminium est un médicament utilisé dans le traitement de la douleur et de l'inflammation associées à des troubles musculaires squelettiques et articulaires. Il est utilisé pour ses propriétés anti-inflammatoire, antipyrétique et analgésique. C'est un composé chimique de l'hydroxyde d'aluminium et de l'aspirine.

## Noms alternatifs et combinaisons
- Palaprin Forte[4].
- Askit, une combinaison de poudre d'aspirine, d'aloxiprine et de caféine[5].

## Contre-indications
- Les personnes allergiques aux salicylates.
- Les personnes souffrant d'ulcères gastro-intestinaux.
- Les personnes avec des dommages au foie ou aux reins.
- Les femmes étant au troisième trimestre de grossesse.
- Les femmes qui allaitent.
- Utilisation avec d'autres salicylates.
- Utilisation avec des AINS.